# Combles-en-Barrois
 Combles-en-Barrois  es una población y comuna francesa, en la región de Lorena, departamento de Mosa, en el distrito de Bar-le-Duc y cantón de Bar-le-Duc-Sud.

## Demografía
| 265 | 363 | 590 | 805 | 814 | 799 |
| Para los censos de 1962 a 1999 la población legal corresponde a la población sin duplicidades (Fuente: INSEE [Consultar]) |     |     |     |     |     |